# Myostatin
Myostatin eller GDF-8 är ett protein som är en tillväxtfaktor för skelettmuskler med vanligen hämmande funktion.
Myostatin tillverkas i skelettmuskler, utsöndras därifrån till blodet, hittar sina målceller via blodomloppet, för att sedan fungera som signalmolekyl till musklerna om minskad tillväxt och specialisering. Den tillhör proteinfamiljen Transforming Growth Factor beta (TGF-β), vilka samtliga fungerar signalerande på celler angående tillväxt och specialisering.
Myostatin börjar verka redan under fosterstadiet och fortsätter sedan att påverka muskeltillväxt, vanligen genom att se till så att musklerna inte blir för stora. Det består av två identiska enheter vilka vardera består av 110 aminosyror.
Proteinet och motsvarande gen upptäcktes 1997 av genetikerna McPherron och Se-Jin Lee. De tog också fram en musstam som saknade genen; dessa möss var dubbelt så starka som normala möss. Genen finns på kromosom 2, på band 2q32.1. Sedan upptäckten av genen har forskare kunnat ta fram mutationer vilka används inom djuraveln och därmed kunnat skapa nötrasen Belgian blue, som är ovanligt köttig.
År 2004 blev en tysk pojke diagnostiserad med en mutation av båda generna i genparet för myostatin. Detta gjorde honom markant starkare än pojkar i samma ålder. Pojkens mamma hade en mutation i den ena genen.
Myostatinhämmare används som doping av muskelbyggare.